# Ambaixada romana (Il·líria, 228 aC)
L'ambaixada romana del senat formada pels Coruncanis (Gai i Luci segons Polibi, Tiberi, amb Publi Juni, segons Plini), fills de Tiberi Coruncani, va ser enviada a la reina Teuta d'Il·líria, per queixar-se de les pirateries dels il·liris, i van demanar explicacions i compensacions, però el llenguatge dels dos enviats va ofendre a la reina que els va expulsar de la seva presència i més tard un dels dos, el més jove, va ser assassinat al seu retorn.
Aquesta violació de la llei internacional va provocar la declaració de guerra romana que va enviar els cònsols Luci Postumi Albí i Gneu Fulvi Centumal amb una flota i un exèrcit.